# Bisdom Nuoro
Het bisdom Nuoro (Latijn: Dioecesis Nuorensis; Italiaans: Diocesi di Nuoro) is een op het Italiaanse eiland Sardinië gelegen rooms-katholiek bisdom met zetel in de stad Nuoro. Het bisdom behoort tot de kerkprovincie Cagliari en is, samen met de bisdommen Iglesias en Lanusei, suffragaan aan het aartsbisdom Cagliari.

## Geschiedenis
Het bisdom werd in de 12 eeuw gesticht als bisdom Galtellì (Latijn: Dioecesis Galtellinensis). Op 21 juli 1779 werd de naam veranderd in Galtelli-Nuoro (Latijn: Dioecesis Galtellinensis-Nuorensis). Later werd de bisschopszetel naar Nuoro verplaatst en op 27 januari 1928 werd de naam veranderd in bisdom Nuoro.

Kathedraal van Nuoro